# Martine Franck
Martine Franck (Anversa, 2 aprile 1938 – Parigi, 16 agosto 2012) è stata una fotografa ritrattista e documentarista belga, membro di Magnum Photos per oltre 32 anni. Franck era la seconda moglie di Henri Cartier-Bresson e cofondatrice e presidente della Fondazione Henri Cartier-Bresson..

## Primi anni di vita
Franck è nata ad Anversa dal banchiere belga Louis Franck e dalla britannica Evelyn. Dopo la sua nascita la famiglia si trasferì quasi immediatamente a Londra. Un anno dopo, suo padre si arruolò nell'esercito britannico e il resto della famiglia fu evacuato negli Stati Uniti, trascorrendo il resto della seconda guerra mondiale a Long Island e in Arizona.
Il padre di Franck era un collezionista d'arte dilettante che portava spesso sua figlia in gallerie e musei. Franck andò in collegio dall'età di sei anni e sua madre le mandava una cartolina ogni giorno, spesso di quadri. La signora Franck, frequentò la Heathfield School, un collegio di sole ragazze vicino ad Ascot in Inghilterra e studiò storia dell'arte dall'età di 14 anni. "Ho avuto un insegnante meraviglioso che mi ha davvero galvanizzato", diceva. "In quei giorni ci portò in gita a Londra, e per me fu la più grande emozione dell'anno".

## Carriera
Franck studiò storia dell'arte all'Università di Madrid e all'Ecole du Louvre di Parigi. Dopo aver lottato per la sua tesi (sullo scultore francese Henri Gaudier-Brzeska e l'influenza del cubismo sulla scultura), disse di aver capito di non avere un talento particolare per la scrittura e quindi si dedicò alla fotografia.
Nel 1963, la carriera fotografica di Franck iniziò in seguito a viaggi in Estremo Oriente, dopo aver scattato foto con la fotocamera Leica di suo cugino. Ritornata in Francia nel 1964, in possesso di una sua macchina fotografica, Franck divenne assistente dei fotografi Eliot Elisofon e Gjon Mili al Time-Life . Nel 1969 è stata una fotografa freelance impegnata per riviste come Vogue , Life and Sports Illustrated e la fotografa ufficiale del Théâtre du Soleil (posizione che ha ricoperto per 48 anni). Dal 1970 al 1971 ha lavorato a Parigi presso l'agenzia fotografica Agence Vu e nel 1972 ha cofondato l'agenzia Viva.
Nel 1980, Franck entrò a far parte dell'agenzia cooperativa Magnum Photos come "nomination" e nel 1983 divenne membro a pieno titolo. Era una delle poche donne ad essere accettata in agenzia.
Nel 1983, completò un progetto per l'ormai defunto Ministero dei diritti delle donne francese e nel 1985 iniziò a collaborare con la Federazione internazionale no profit dei Piccoli Fratelli dei Poveri. Nel 1993, si recò per la prima volta sull'isola irlandese di Tory dove documentò la minuscola comunità gaelica che viveva lì. Andò anche in Tibet e Nepal, e con l'aiuto di Marilyn Silverstone fotografò il sistema educativo dei monaci tibetani Tulkus. Nel 2003 e nel 2004 ritornò a Parigi per documentare il lavoro del regista teatrale Robert Wilson che stava mettendo in scena le favole di La Fontaine alla Comédie Française.
Sono stati pubblicati nove libri delle fotografie della Franck, che nel 2005 fu nominata cavaliere della Légion d'Honneur francese.
Franck continuò a lavorare anche dopo che le fu diagnosticato un tumore osseo nel 2010. La sua ultima mostra fu nell'ottobre 2011 alla Maison Européenne de la Photographie. La mostra consisteva in 62 ritratti di artisti "provenienti da qualche altra parte" raccolti dal 1965 al 2010. Lo stesso anno, c'erano collezioni di ritratti mostrati alla Howard Greenberg Gallery di New York e alla Claude Bernard Gallery di Parigi.

## Lavoro
Franck era ben nota per le sue fotografie in stile documentaristico di importanti personaggi culturali come il pittore Marc Chagall, il filosofo Michel Foucault e il poeta Seamus Heaney, e di comunità remote o emarginate come i monaci buddisti tibetani, anziani francesi e oratori gaelici isolati. Michael Pritchard, direttore generale della Royal Photographic Society, osservò: "Martine è stata in grado di lavorare con i suoi soggetti e far emergere le proprie emozioni e registrare le loro espressioni sulla pellicola, aiutando lo spettatore a capire ciò che aveva visto di persona. Le sue immagini erano sempre empatiche con il suo soggetto". Nel 1976, Frank fece una delle sue foto più iconiche di bagnanti accanto a una piscina a Le Brusc, in Provenza. Per suo conto, li vide da lontano e si affrettò a fotografare il momento, cambiando nel frattempo il rotolo di pellicola nella sua macchina fotografica. Chiuse rapidamente l'obiettivo nel momento giusto, quando si rivelò più intenso.
Ha citato come influenze i ritratti della fotografa britannica Julia Margaret Cameron, il lavoro della fotoreporter americana Dorothea Lange e la fotografa americana documentaristica Margaret Bourke-White. Nel 2010, dichiarò al New York Times che la fotografia "si adatta alla mia curiosità per le persone e le situazioni umane".
Lavorò fuori dallo studio, usando una fotocamera Leica da 35 mm e preferendo pellicole in bianco e nero. La British Royal Photographic Society ha descritto il suo lavoro come "saldamente radicato nella tradizione della fotografia documentaristica umanista francese".

## Vita privata
Franck veniva spesso descritta come elegante, dignitosa e timida.
Nel 1966, conobbe Henri Cartier-Bresson, di trenta anni più anziano, mentre fotografava le sfilate di Parigi per il New York Times. Nel 2010, disse all'intervistatore Charlie Rose "la sua linea di partenza era, Martine, voglio venire a vedere i tuoi fogli di contatto". Si sposarono nel 1970, ed ebbero una figlia di nome Mélanie, e rimasero insieme fino alla sua morte nel 2004.
Nel corso della sua carriera, Franck, che a volte è stata descritta come una femminista, è stata a disagio a stare all'ombra del suo famoso marito e voleva essere riconosciuta per il suo lavoro. Nel 1970, l'Institute of Contemporary Arts di Londra progettò di mettere in scena la prima mostra personale di Franck: quando ella vide che gli inviti erano anche a nome di suo marito, informando il pubblico che Bresson stesso sarebbe stato presente all'inaugurazione, lei decise di annullare la mostra. Franck una volta disse di aver messo la carriera di suo marito davanti alla sua. Nel 2003 Franck e sua figlia hanno lanciato la Fondazione Henri Cartier-Bresson per promuovere il fotogiornalismo di Cartier-Bresson, e nel 2004 Franck ne è diventata presidente.
A Franck fu diagnosticata la leucemia nel 2010 e morì a Parigi nel 2012 a 74 anni.

## Pubblicazioni
- Martine Franck: Dun jour, l'autre . Francia: Seuil, 1998. ISBN 978-2-02-034771-6
- Tulkus tibetano, immagini di continuità . Londra: Anna Maria Rossi e Fabio Rossi Publications, 2000. ISBN 978-0-9520992-8-4
- Immagini di Tory Island . Wolfhound Press, 2000. ISBN 978-0-86327-561-6
- Martine Franck Photographe, Musée de la Vie romantique, Paris-Musées / Adam Biro, 2002. ISBN 978-2-87660-346-2
- Fables de la Fontaine (produzione di Robert Wilson), Actes Sud. Parigi, 2004
- Martine Franck: un giorno dopo . Aperture, 2005. ISBN 978-0-89381-845-6
- Martine Franck . Louis Baring. Londra: Phaidon, 2007. ISBN 978-0-7148-4781-8
- Martine Franck: foto Poche . Francia: Actes Sud, 2007. ISBN 978-2-7427-6725-0
- Women / Femmes, Steidl, 2010. ISBN 978-3-86930-149-5
- Venus d'ailleurs, Actes Sud, 2011

## Esposizioni
- La vie et la mort, Rencontres d'Arles, Arles, Francia, 1980
- Martine Franck Photographe, Musée de la Vie romantique, Parigi, 2004
- Les Rencontres, Rencontres d'Arles, Arles, Francia, 2004